# Pilaarbijter
Pilaarbijter is een Belgisch biermerk van hoge gisting. Pilaarbijter wordt gebrouwen door Brouwerij De Brabandere te Bavikhove. 

## Achtergrond
Pilaarbijter wordt gebrouwen in opdracht van het Bisdom Brugge. Naar aanleiding van de bisdomdag te Kortrijk in 2002, kwam diaken Rudy Raes met het idee om een gelegenheidsbier te laten brouwen. Het bisdom ging akkoord en stond ook achter de ludieke naam “Pilaarbijter”, wat staat voor een “schijnheilige”. Als etiket en tekening op het glas werd de pilaarbijter genomen uit het schilderij van Pieter Bruegel de Oude met Nederlandse Spreekwoorden. Op het etiket van het bier staat verder nog het wapenschild van de bisschop van Brugge en de tekst “cum licentia Dioecesis Brugensis” (met goedkeuring van het Bisdom Brugge).

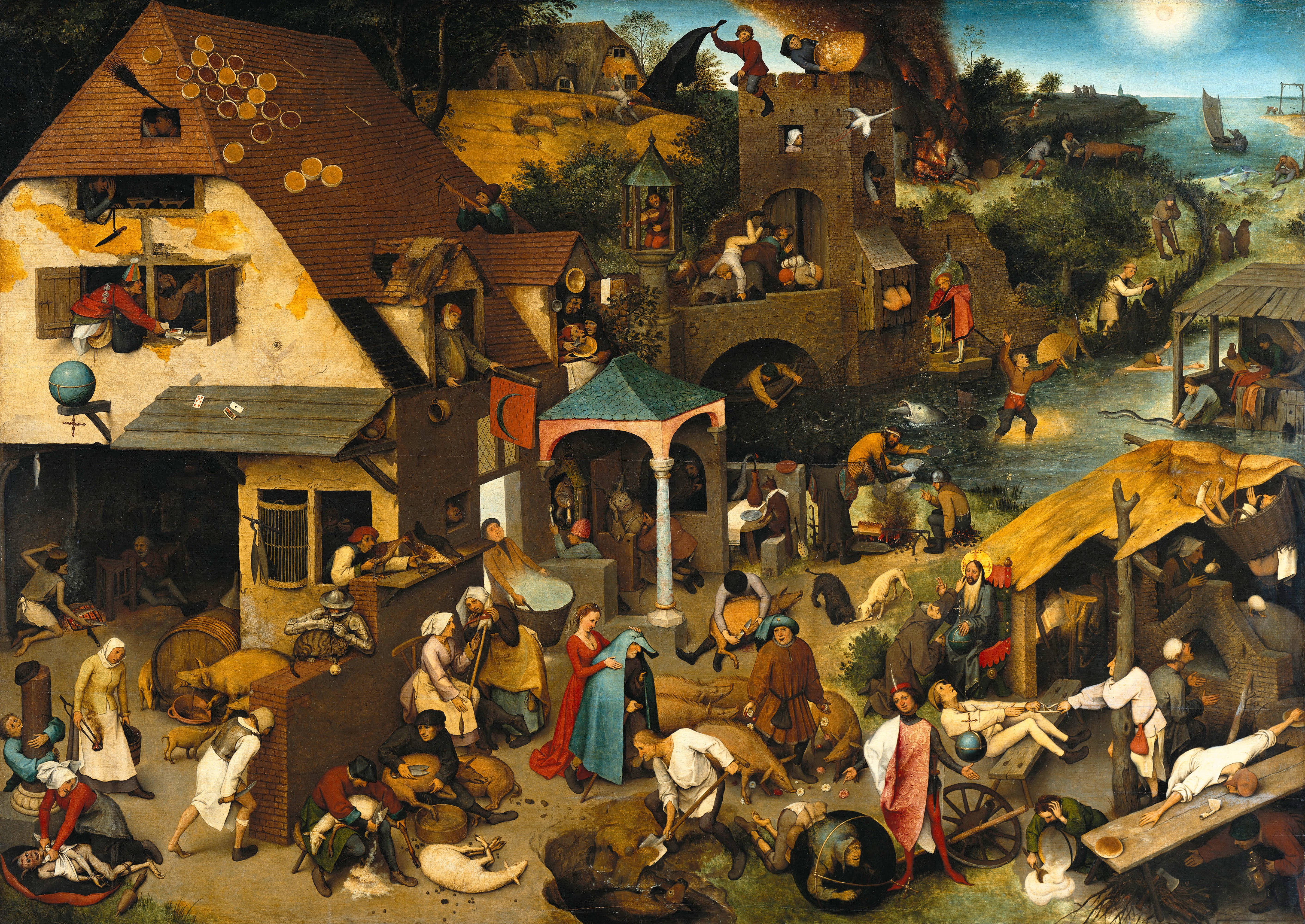
Spreekwoorden van Pieter Bruegel de Oude. De pilaarbijter staat links onder.
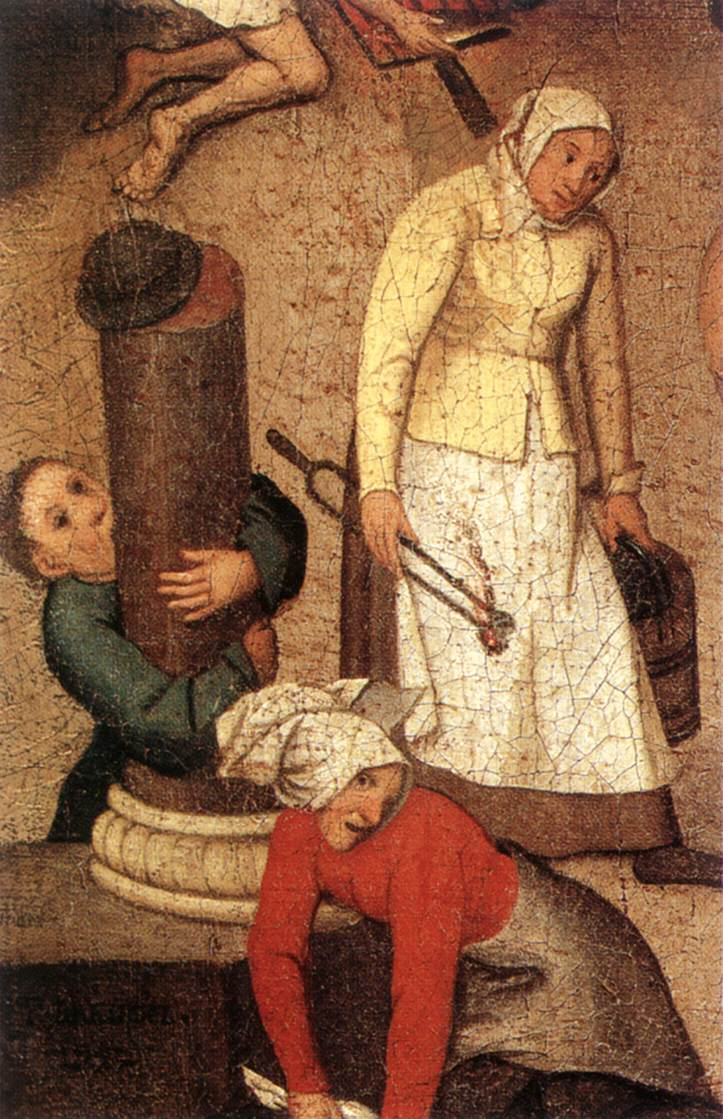
De pilaarbijter (detail)

## Bieren
Er bestaan 2 varianten van de Pilaarbijter:
- Pilaarbijter Blond is een blond bier met een alcoholpercentage van 7,2%, dat gelanceerd werd in 2002.
- Pilaarbijter Bruin is een donker bier met een alcoholpercentage van 6,5%, dat gelanceerd werd in 2003.